# Uszatnik duży
Uszatnik duży (Otus sauzieri) – wymarły gatunek ptaka z rodziny puszczykowatych (Strigidae), który występował na wyspie Mauritius w archipelagu Maskarenów. Został on opisany na podstawie sfosylizowanych szczątków oraz doniesień i szkiców pierwszych podróżników odwiedzających tę wyspę. Podobnie jak inni przedstawiciele rodzaju Otus żywił się głównie leśnymi ptakami śpiewającymi oraz endemicznymi gatunkami gadów. O. sauzieri wyginął wraz z innymi przedstawicielami swojego rodzaju najprawdopodobniej w początkach XIX wieku w wyniku przekształcenia ich naturalnych siedlisk w plantacje, przede wszystkim trzciny cukrowej i herbaty.

## Charakterystyka
Uszatnik duży był dużą sową, której długość ciała dochodziła do 60 cm i był podobnej wielkości co nieduży puchacz. Do dzisiejszych czasów nie zachowały się żadne pióra tego gatunku, aczkolwiek można przypuszczać, również z ilustracji tego ptaka, że posiadał pręgowany wzór, podobny do większości współczesnych sów, np. z rodzaju Ninox. Jego nogi były długie i mocne, pozbawione niemalże upierzenia. Te cechy przysposabiały gatunek do życia na ziemi. Na głowie znajdowały się dwie kępki piór, które przypominały uszy, podobne do tych jakie posiada sowa uszata.

## Systematyka, historia badań

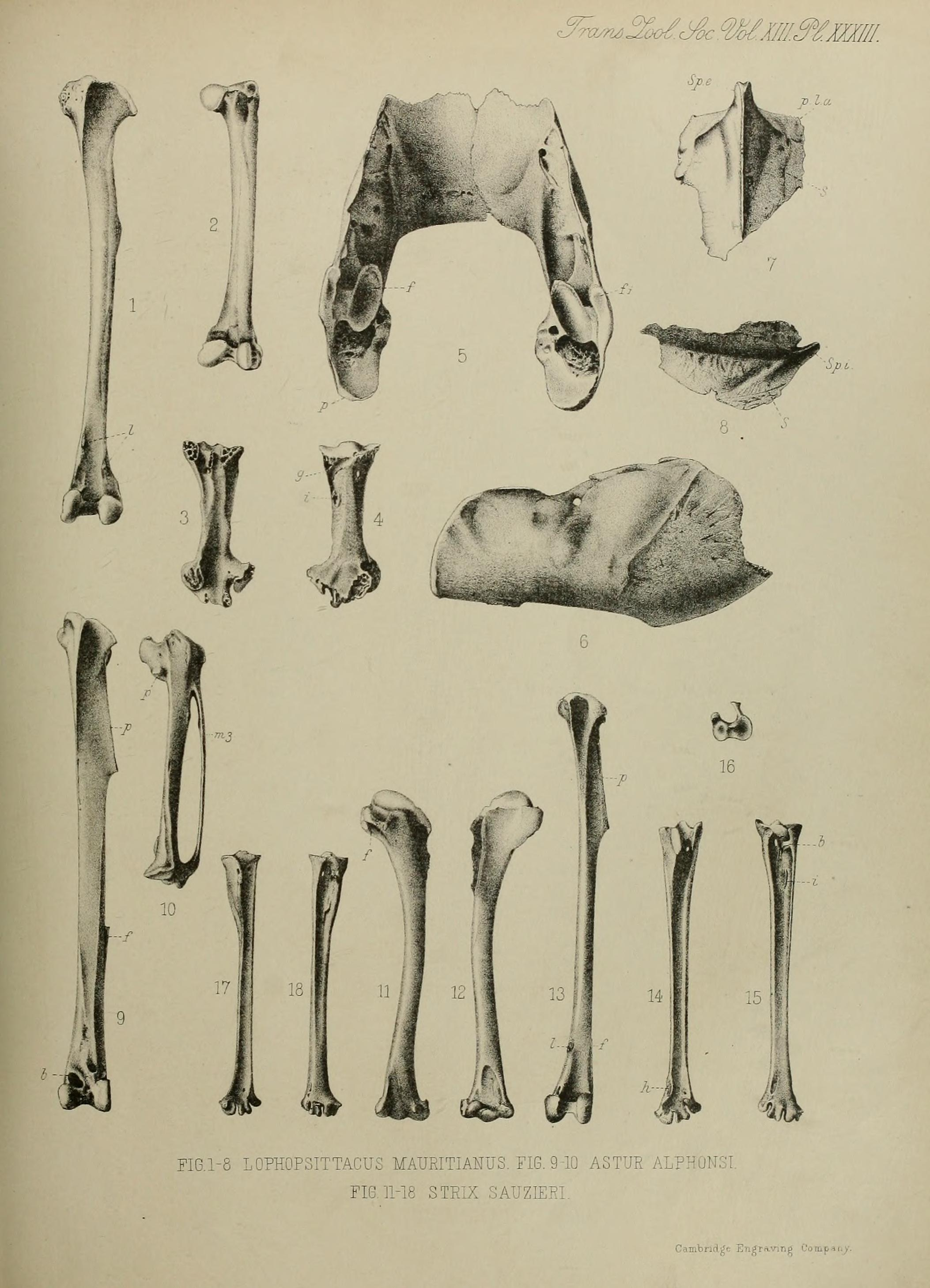
Ilustracja dołączona do pierwszego opisu (1893). Kości od 11 do 18 należą do Otus sauzieri

Uszatnik duży został naukowo opisany w 1893 roku pod nazwą Strix sauzieri przez Edwarda Newtona i Hansa Friedricha Gadowa na podstawie kości odnalezionych przez Théodore’a Sauziera w południowo-wschodniej części wyspy Mauritius – Mare aux Songes. Epitet gatunkowy sauzieri jest uhonorowaniem właśnie Sauziera, pierwszego odkrywcy kości tej sowy.

### Synonimy
Ze względu na trudności w określeniu przynależności filogenetycznej O. sauzieri, z biegiem lat nadawano mu różne nazwy rodzajowe i gatunkowe. Wynikało to z analizy kości różnych osobników, należących niejednokrotnie do samic i samców tego gatunku. Było to spowodowane brakiem opisów O. sauzieri pomiędzy połową XVII a końcem XVIII wieku. Początkowo kości uważane były za należące do przedstawicieli rodzaju Strix lub Tyto, natomiast ówczesne opisy i ryciny przedstawiały sowę z charakterystycznymi uszami, których dwa pierwsze rodzaje nie posiadają.
Nazwę Tyto newtoni zaproponowano po stwierdzeniu, że znalezione kości skoku (tarsometatarsus) należały prawdopodobnie do samca, tymczasem późniejsze analizy wskazywały na pochodzenie tego fragmentu kostnego od dużej samicy O. sauzieri. Ptak ten z pewnością nie należał do rodzaju  Strix ani tym bardziej do rodzaju Tyto.
W 1896 roku Émile Oustalet na podstawie rysunku wykonanego w 1770 roku przez Paula Philippe’a de Sanguina Jossigny’ego opisał gatunek Scops commersoni, w rzeczywistości był to uszatnik duży. W pracy Extinct Birds Waltera Rothschilda z 1907 roku ptak ten został opisany jako Strix newtoni.
- Strix sauzieri Newton & Gadow, 1893
- Scops commersoni Oustalet, 1896
- Strix newtoni (samiec) Rothschild, 1907
- Tyto sauzieri (samica) Hachisuka, 1953
- Tyto newtoni (samiec) Hachisuka, 1953

## Ekologia
Na podstawie sfosylizowanych kości przedstawiciela O. sauzieri można stwierdzić, że główny ich pokarm stanowiły drobne ptaki śpiewające, ewentualnie endemiczne gatunki gadów z rodzajów Phelsuma i Nactus. Zamieszkiwały najprawdopodobniej gęste lasy porastające Mauritius. Wskazuje na to ich budowa ciała i krótkie zaokrąglone skrzydła. Ponadto długie i mocne nogi mogły być pomocne podczas poruszania się po ziemi, gdzie ptaki te prawdopodobnie spędzały dużą część swojego życia.

## Rozprzestrzenienie

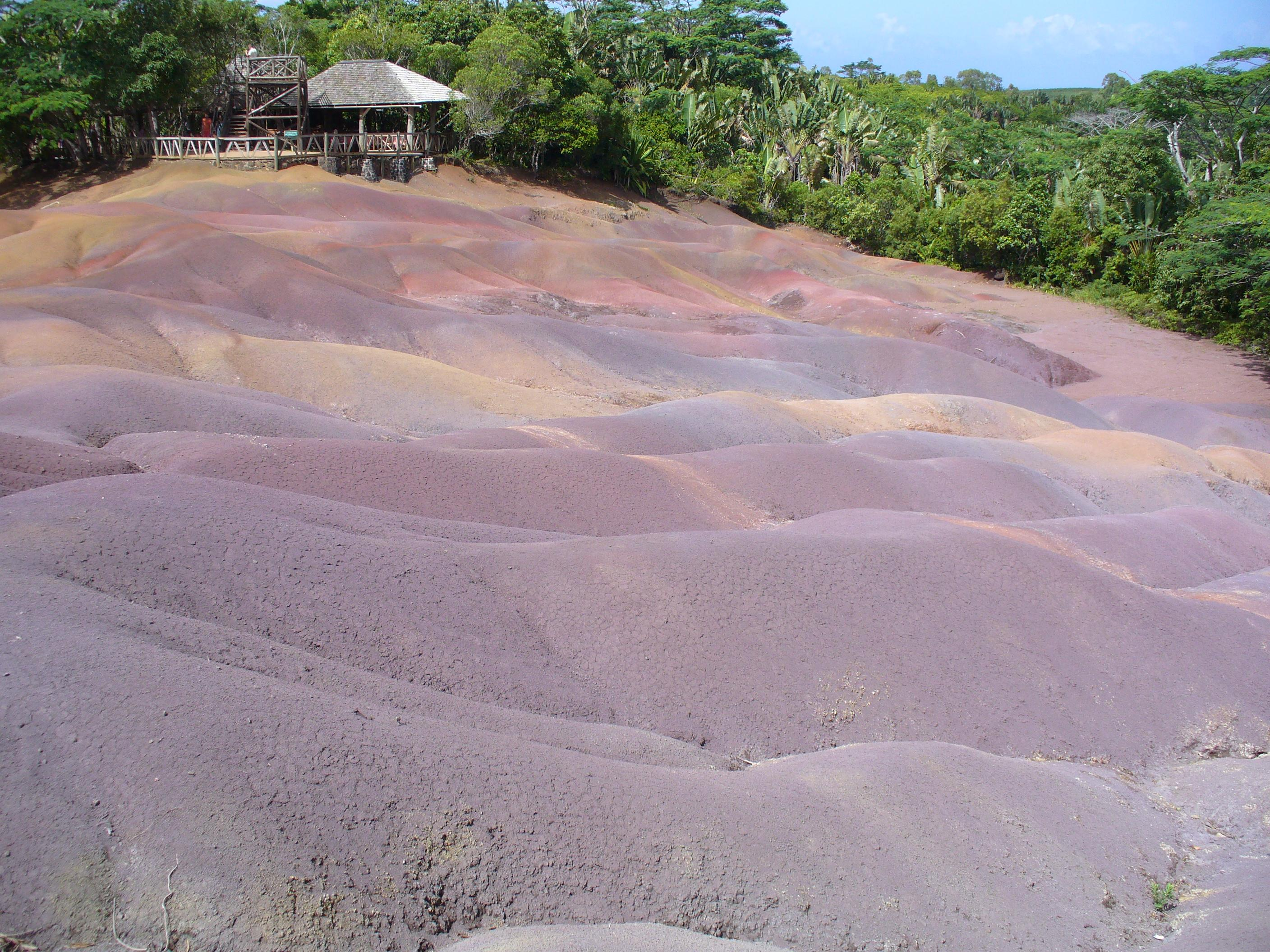
Tereny wyspy Mauritius, na której występował Otus sauzieri

Doniesienia pierwszych podróżników przybyłych na Maskareny oraz odkryte szczątki O. sauzieri pozwalają domniemywać, że ptaki te występowały jedynie na wyspie Mauritius. Dwa inne blisko spokrewnione gatunki występowały na sąsiednich wyspach: Reunion – Otus grucheti i Rodrigues – Otus murivorus.

## Wymarcie
Uszatnik duży należał do największych drapieżników występujących na wyspie przed rozpoczęciem na niej osadnictwa. Wprowadzenie przez człowieka obcych gatunków ssaków, takich jak koty, szczury czy makaki jawajskie, nie miało tak dużego wpływu na wymarcie tego gatunku sów, jak na inne, mniejsze, endemiczne gatunki ptaków. W latach 30. XIX wieku gatunek był rzadko spotykany w południowo-wschodniej części wyspy, pomiędzy wioską Souillac a Montagnes Bambous – terenem położonym na wschód od miasta Curepipe. Ostatnie doniesienia o obserwacji żywych osobników tego gatunku pochodzą z 1837 roku. Szeroko rozwinięte uprawy herbaty oraz trzciny cukrowej, które zredukowały tereny bytowania Otus sauzieri, w połączeniu z lekkomyślnym odstrzałem ptaków doprowadziły do gwałtownego uszczuplenia ich populacji. W 1859 roku przyrodnik George Clark napisał, że gatunek ten wymarł.